# Апшеронский залив
Апшеронский залив (азерб. Abşeron körfəzi) — обширный залив Каспийского моря, расположенный в средне-восточной части береговой линии Азербайджана.
На востоке ограничен островами Апшеронского архипелага (Ял, Кичик-Тава, Бёюк-Тава, Чилов, Гарабаттаг), на западе Апшеронским полуостровом.
Вода в Апшеронском заливе более солёная чем в Каспии в среднем, так как в него не впадает ни одной реки. Используется для судоходства. На берегу залива расположен порт Дюбенди, который в связи со строительством дамбы в Апшеронском проливе фактически потерял своё значение.
После строительства 1944 году дамбы залив разделился на два части: Северный Апшеронский залив и Южный Апшеронский залив. Площадь Апшеронского залива составляет 24 км². Средняя глубина 3,4 м, максимальная около 11-12 метров, летом средняя температура воды 24-28 °C, зимой 3-5 °C. Замерзания береговой линии редки (2012).